# Coronavirus umano NL63
Il coronavirus umano NL63 (HCoV-NL63) è una specie di coronavirus identificata alla fine del 2004 in un bambino di sette mesi con bronchiolite nei Paesi Bassi. 
Il virus è un virus a RNA monofilamento, a senso positivo, che entra nella sua cellula ospite tramite il recettore ACE2. Il virus ha avuto origine da civette delle palme e pipistrelli infetti. 
L'infezione con il virus è stata confermata in tutto il mondo, e ha una associazione con molti sintomi e malattie comuni. Le malattie associate includono lievi a moderate infezioni delle alte vie respiratorie, grave infezione delle basse vie respiratorie, groppa e bronchiolite. 
Il virus si trova principalmente nei bambini, negli anziani e nei pazienti immunocompromessi con malattie respiratorie acute. Ha anche un'associazione stagionale nei climi temperati. 
Uno studio condotto ad Amsterdam ha stimato la presenza di Hcov-NL63 in circa il 4,7% delle malattie respiratorie comuni.
Hcov-NL63 è uno dei sette coronavirus noti per infettare gli esseri umani, tra cui HCoV-229E, HCoV-OC43, HCoV-HKU1, MERS-Cov, SARS-CoV (o SARS-Cov-1) e SARS-CoV-2.
Le stime della sua divergenza da Hcov-229E sono circa 1000 anni fa: probabilmente ha circolato negli esseri umani per secoli.

## Patologie nell'uomo

La distribuzione stagionale di HCoV-NL63 mostra un rilevamento preferenziale nel periodo tra novembre e marzo

Si ritiene che il percorso di diffusione di HCoV-NL63 sia attraverso la trasmissione diretta da persona a persona in aree altamente popolate. 
Il virus può sopravvivere fino a una settimana fuori dal corpo in soluzioni acquose a temperatura ambiente e tre ore su superfici asciutte.
Molte persone saranno infettate da un coronavirus nel corso della loro vita, ma alcune popolazioni sono più sensibili all'HCoV-NL63. Queste popolazioni comprendono bambini di età inferiore ai 5 anni, anziani e soggetti immunocompromessi. Il virus sembra avere un'incidenza stagionale, che si verifica più frequentemente nei mesi invernali nei climi temperati. In climi più estremi e tropicali il virus non ha preferenze verso una stagione particolare. 
Molti studi hanno riportato la ricorrenza di HCoV-NL63 con altri coronavirus umani, virus dell'influenza A, ortopneumovirus umano (RSV), virus della parainfluenza e metapneumovirus umano (hMPV).

### Patogenesi
La trasmissione di HCoV-NL63 è probabilmente attraverso l'espulsione di goccioline dal tratto respiratorio, che può essere dispersa nell'aria o diffondersi attraverso uno stretto contatto personale. Il virus è in grado di sopravvivere fino a sette giorni nelle secrezioni respiratorie e rimane infettivo a temperatura ambiente. Una volta che il virus è entrato nell'ospite si lega ai recettori cellulari usando le proteine del picco, simili a quelle trovate nell'HIV-1. Il virus è in grado di utilizzare l'enzima 2 di conversione dell'angiotensina (ACE2) come recettore di ingresso per legarsi ed entrare nelle cellule bersaglio.  Non è stata completata la determinazione dell'entrata specifica del virus nella cellula ospite. Pertanto, l'ingresso nella cellula avviene attraverso la fusione cellulare diretta con la membrana plasmatica o l'endocitosi seguita dalla fusione con la membrana. A causa della mancanza di un clone di cDNA di HCoV-NL63, la ricerca sul ciclo di replicazione è limitata. Poiché si tratta di un virus RNA a singolo filamento positivo, i processi di replicazione tramite trascrizione e traduzione possono essere eseguiti nel citoplasma della cellula infetta. 

### Sintomi e diagnosi
I primi casi di infezione da Hcov-NL63 sono stati riscontrati in bambini con gravi infezioni del tratto respiratorio inferiore ricoverati in ospedale. Mentre la presentazione clinica del virus può essere grave, è stato trovato anche in lievi casi di infezione respiratoria. La comorbidità di Hcov-NL63 con altre infezioni respiratorie, ha reso i sintomi specifici del virus difficili da individuare. Uno studio dei sintomi clinici nei pazienti Hcov-NL63 senza infezione secondaria, ha riportato i sintomi più comuni di febbre, tosse, rinite, mal di gola, raucedine, bronchite, bronchiolite, polmonite e groppa. Uno studio iniziale che studiava i bambini con malattie del tratto respiratorio inferiore, ha scoperto che HCoV-NL63 è stato più comunemente trovato nei pazienti ambulatoriali rispetto ai pazienti ospedalizzati, suggerendo che si tratta di un virus del raffreddore comune simile a HCoV-229E e HCoV-OC43, che generalmente causano sintomi meno gravi. Tuttavia, l'alta frequenza della groppa è specifica dell'infezione da HCoV-NL63. 
È difficile distinguere tra i sintomi causati dall'infezione del virus HCoV-NL63 e quelli causati da altri virus umani comuni, rendendo complessa la diagnosi e il rilevamento. La reazione a catena della polimerasi di trascrizione inversa dei campioni raccolti attraverso il tampone rinofaringeo è il metodo più comunemente usato per la rilevazione del virus. Per la conferma dell'infezione possono essere utilizzati anche esami virali o siero del sangue per anticorpi. 

### Trattamento e prognosi
Il trattamento per il virus HCoV-NL63 dipende dalla gravità della sintomatologia associata. La maggior parte delle infezioni da lievi a moderate scompare da sola. I sintomi possono essere alleviati prendendo un antidolorifico o farmaci per la febbre, facendo una doccia calda o usando un umidificatore. Il trattamento antivirale può essere necessario per i pazienti infetti che finiscono nel reparto di terapia intensiva (ICU) a causa di infezione respiratoria acuta. L'immunoglobulina endovenosa è un inibitore HCoV-NL63 approvato dalla FDA che viene anche usato per trattare la deficienza immunitaria primaria, l'RSV e la malattia di Kawasaki.

## Prevenzione
I Centri statunitensi per il controllo e la prevenzione delle malattie (CDC) raccomandano diverse misure per la prevenzione dell'infezione da HCoV-NL63, tra cui: lavarsi spesso le mani con acqua e sapone, evitare il contatto ravvicinato con persone malate e non toccare gli occhi, la bocca o naso.

## Ricerca recente
Dati recenti suggeriscono un'associazione di infezione da HCoV-NL63 con la malattia di Kawasaki, una vasculite sistemica durante l'infanzia che può provocare aneurismi delle arterie coronarie. Nel mondo sviluppato, la malattia di Kawasaki è la causa più comune di malattia cardiaca acquisita nei bambini.
Ulteriori analisi della patogenicità di HCoV-NL63 sembrano giustificate, in particolare a causa delle recenti prove che questo virus utilizza lo stesso recettore cellulare di SARS-CoV (ACE2).
HCoV-NL63 è stato anche trovato nel tratto intestinale di individui infetti e collegato alla gastroenterite. Questo tipo di infezione è il risultato diretto dell'invasione virale del rivestimento mucoso dell'intestino. Il ruolo di HCoV-NL63 nella gastroenterite non è chiaro a causa della coinfezione tipica con altri virus in questa condizione. 
HCoV-NL63 è probabilmente sotto-individuato a causa del suo ruolo in molte infezioni respiratorie da lievi a moderate e comorbilità con altre malattie. I ricercatori hanno suggerito che sono necessari studi più completi e basati sulla popolazione per determinare gli effetti di questo virus su sistemi al di fuori del tratto respiratorio.